# Canon de 180 mm S-23
 (octobre 2022).
Si vous disposez d'ouvrages ou d'articles de référence ou si vous connaissez des sites web de qualité traitant du thème abordé ici, merci de compléter l'article en donnant les références utiles à sa vérifiabilité et en les liant à la section « Notes et références ».
 (octobre 2022).
La mise en forme du texte ne suit pas les recommandations de Wikipédia : il faut le « wikifier ».
Les points d'amélioration suivants sont les cas les plus fréquents :
- Les titres sont pré-formatés par le logiciel. Ils ne sont ni en capitales, ni en gras.
- Le texte ne doit pas être écrit en capitales (les noms de famille non plus), ni en gras, ni en italique, ni en « petit »…
- Le gras n'est utilisé que pour surligner le titre de l'article dans l'introduction, une seule fois.
- L'italique est rarement utilisé : mots en langue étrangère, titres d'œuvres, noms de bateaux, etc.
- Les citations ne sont pas en italique mais en corps de texte normal. Elles sont entourées par des guillemets français : « et ».
- Les listes à puces sont à éviter, des paragraphes rédigés étant largement préférés. Les tableaux sont à réserver à la présentation de données structurées (résultats, etc.).
- Les appels de note de bas de page (petits chiffres en exposant, introduits par l'outil «  Source ») sont à placer entre la fin de phrase et le point final[comme ça].
- Les liens internes (vers d'autres articles de Wikipédia) sont à choisir avec parcimonie. Créez des liens vers des articles approfondissant le sujet. Les termes génériques sans rapport avec le sujet sont à éviter, ainsi que les répétitions de liens vers un même terme.
- Les liens externes sont à placer uniquement dans une section « Liens externes », à la fin de l'article. Ces liens sont à choisir avec parcimonie suivant les règles définies. Si un lien sert de source à l'article, son insertion dans le texte est à faire par les notes de bas de page.
- La présentation des références doit suivre les conventions bibliographiques. Il est recommandé d'utiliser les modèles {{Ouvrage}}, {{Chapitre}}, {{Article}}, {{Lien web}} et/ou {{Bibliographie}}. Le mode d'édition visuel peut mettre en forme automatiquement les références.
- Insérer une infobox (cadre d'informations à droite) n'est pas obligatoire pour parachever la mise en page.

Pour une aide détaillée, merci de consulter Aide:Wikification.
Si vous pensez que ces points ont été résolus, vous pouvez retirer ce bandeau et améliorer la mise en forme d'un autre article.
Le canon de 180 mm S-23 (en russe : 180-мм пушка С-23) était un canon lourd soviétique de l’époque de la guerre froide. Il a été développé au début des années 1950, avec la conception basée sur des canons navals. Sa première apparition publique a été le défilé du Premier Mai 1955 à Moscou.  Pendant un certain temps, on croyait en Occident que le S-23 était en fait une arme de 203 mm, et par conséquent, il était souvent appelé l’obusier de canon M1955 de calibre 203 mm. Cependant, après qu’un exemple a été capturé au Moyen-Orient au cours des années 1970, cette idée fausse a été dissipée.

## Histoire opérationnelle
L’Occident a supposé que le S-23 avait été délivré au sein de l’armée soviétique à raison de 12 armes par brigade d’artillerie lourde. Il a été exporté vers la Syrie et certaines sources suggèrent qu’il aurait pu être exporté vers d’autres pays du Moyen-Orient tels que l’Égypte et l’Irak, et probablement vers l’armée indienne.  On pense que l’obusier est utilisé par l’armée syrienne pendant la guerre civile syrienne.

### Guerre du Kippour
Des canons S-23 de 180 mm ont été déployés sur des positions avancées dans le cadre de la réserve de l’état-major général de l’armée syrienne pendant la Guerre du Kippour. Dans le premier jour de la guerre, ils ont bombardé le mont Canaan, une base de renseignement près de Safed, et l’aérodrome de Mahanayim. Ces premiers bombardements ont réussi à perturber les installations de renseignement et les communications israéliennes.

### Guerre civile libanaise
Pendant la guerre du Liban, des canons de 180 mm et des mortiers de 240 mm de l’Armée arabe syrienne ont bombardé Beyrouth-Est en 1989 dans le cadre d’une offensive visant à déloger le chef de faction chrétien Michel Aoun, infligeant plus de 900 victimes.

## Opérateurs
- Bulgarie
- Égypte
- Inde
- Irak
- Russie
- Somalie - Utilisé pendant la guerre de l'Ogaden.
- Syrie - 36 à l’origine dans une brigade d’artillerie lourde ; la source affirme qu’il en reste 10 à 20.
- Union soviétique - Transmis aux États successeurs